# M-1 Global
M-1 Global (часто скорочується як M-1) — міжнародна спортивна організація, що займається підготовкою і проведенням боїв змішаного стилю, проводить змагання за світову першість зі змішаних бойових мистецтвах (англ. Mixed Martial Arts, MMA).
Організація працює як самостійно, так і в співтоваристві із зацікавленими сторонами: турніри у Північній Америці M-1 проводила спільно з компанією Affliction (2008 – 2009 роки) та чемпіонатом Strikeforce (2009 – 2011 роки).
Найбільшу діяльність організація провадить в Європі та Азії. Серед MMA-компаній світового рівня M-1 Global є аутсайдером.

## Діючі чемпіони
| Дивізіон      | Вищий поріг ваги | Чемпіон               | Дата здобуття титулу   | Захисти титулу |
| ------------- | ---------------- | --------------------- | ---------------------- | -------------- |
| Важкий        | без обмеження    | Ґурам Ґуґенішвілі     | 28 жовтня 2010 року    | 1              |
| Напівважкий   | 93 кг            | Вінні Магальяеш       | 14 жовтня 2011 року    | 1              |
| Середній      | 84 кг            | Магомед Султанахмедов | 25 березня 2011 року   | 0              |
| Напівсередній | 77 кг            | Шаміль Завуров        | 10 грудня 2010 року    | 2              |
| Легкий        | 70 кг            | Даніель Вайхель       | 20 листопада 2011 року | 0              |